# Rudolf Durheim

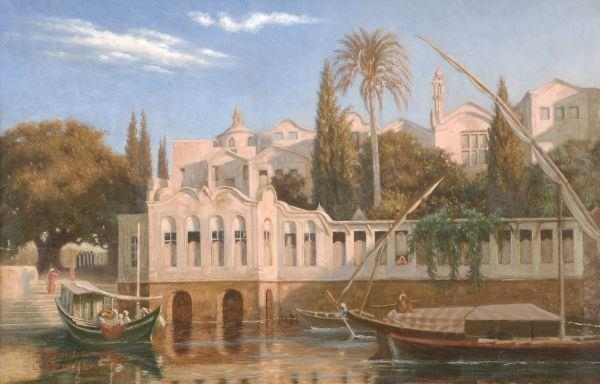
Ein Palast am Nil in Kairo

Johann Ludwig Rudolf Durheim (* 11. Februar 1811 in Bern; † 15. Februar 1895 ebenda) war ein Schweizer Landschafts-, Orient- und Genremalerei.
Rudolf Durheim war Sohn des Bäckers Rudolf Gottlieb Durheim. Er wurde Schüler von Jean-Léonard Lugardon in Genf und Ary Scheffer in Paris.
Rudolf Durheim war von 1842 bis 1846 wohnhaft in Basel, dann unternahm er längere Reisen nach Italien und in den Vorderen Orient (Ägypten, Palästina, Syrien). 1857 ließ er sich in seiner Heimatstadt Bern nieder. Er war mit dem Maler Albert Anker befreundet.
Ausser Genredarstellungen und Porträts schuf er auf Reisen zahlreiche Landschaftsbilder, oft aus dem orientalischen Milieu in Ölmalerei, als Aquarell und Zeichnung. Neben eigenen Werken malte er Kopien nach den Werken alter Meister.
Im März 1888 stellte er 120 seiner Werke aus dem Orient auf einer Sonderausstellung aus.
Nach seinem Tod kaufte die Gottfried-Keller-Stiftung Durheims Werke aus seiner Hinterlassenschaft und übergab sie dem Kunstmuseum Bern.